# Wartburg (automóviles)
Wartburg fue una marca de coches de Alemania Oriental. Los orígenes de la marca se remontan al año 1898, y su nombre proviene del castillo homónimo desde el cual podía verse la ciudad de Eisenach, ubicación de la fábrica de estos coches. Desde la década de los 50 hasta finales de los años 80, los coches Wartburg tenían un motor de dos tiempos y de tres cilindros con apenas siete piezas móviles (tres pistones, tres bielas y un cigüeñal). La producción cesó en abril de 1991 y la fábrica fue adquirida por Opel posteriormente.

## Historia

### Primer uso del nombre
La marca se remonta al año 1898, cuando un coche fabricado por Automobilwerk Eisenach recibió el nombre de Wartburgwagen. Constaba de una silla de mimbre de dos plazas, cuatro guardabarros, dos faros y un motor de dos cilindros de 765 cc. Su velocidad máxima era de 40 km/h. El nombre se abandonó en 1904 cuando la empresa cambió de manos, pero reapareció brevemente a principios de la década de 1930 en el BMW 3/15 DA-3 Wartburg, que fue el primer automóvil deportivo de BMW.

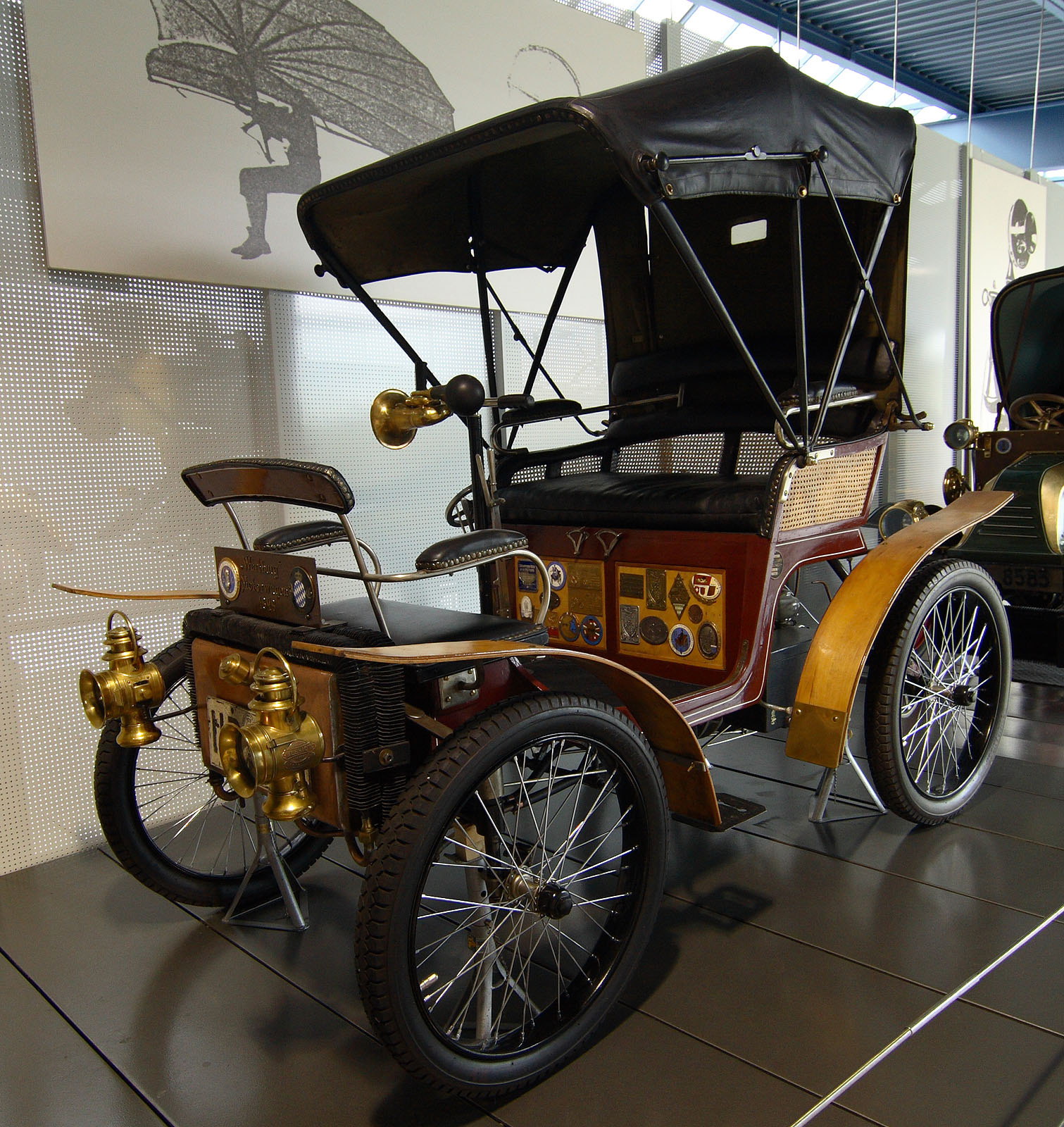
Wartburg de 1898

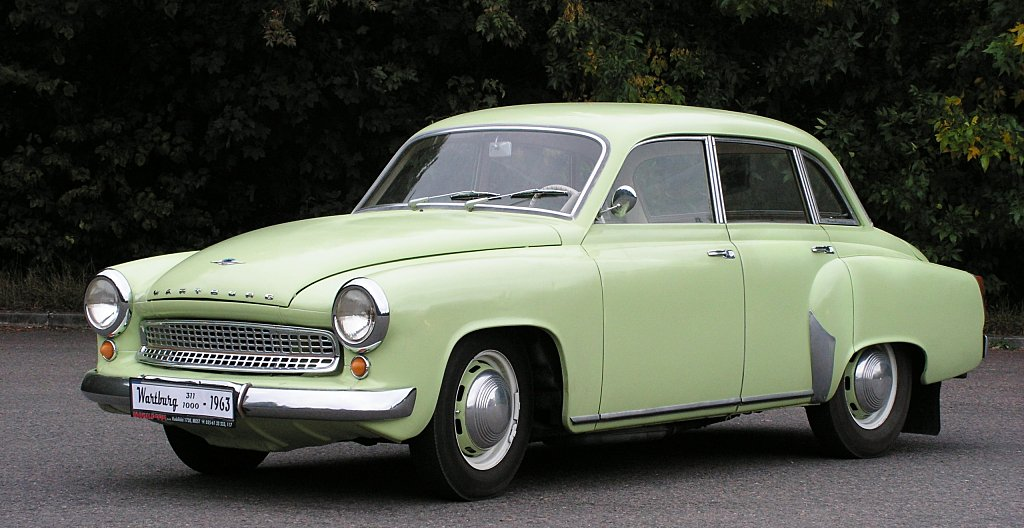
Wartburg 311

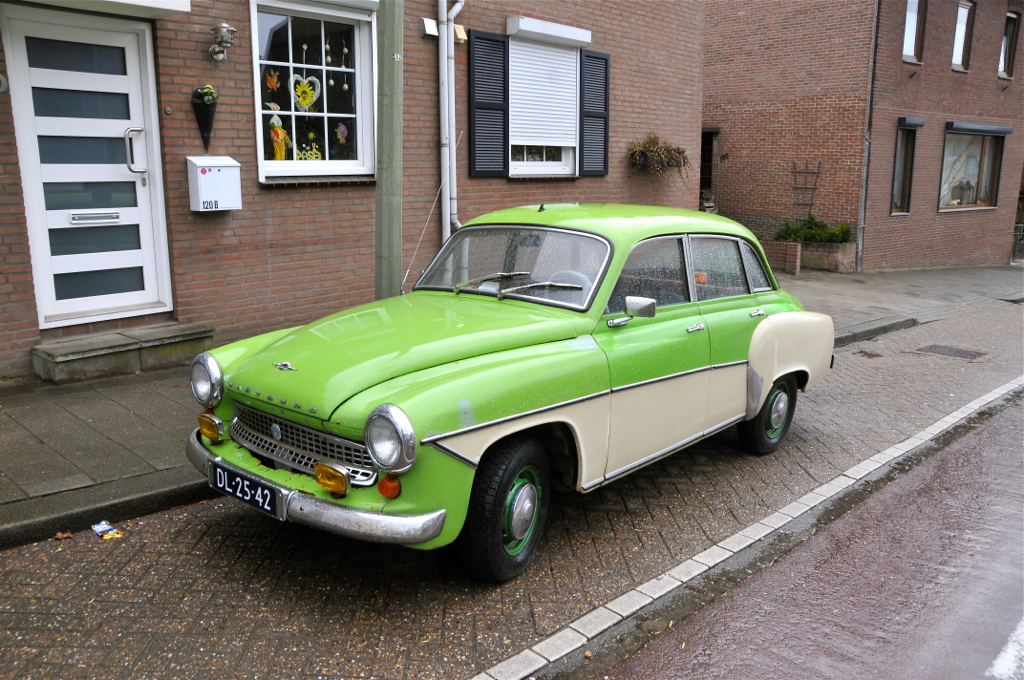
Wartburg 312

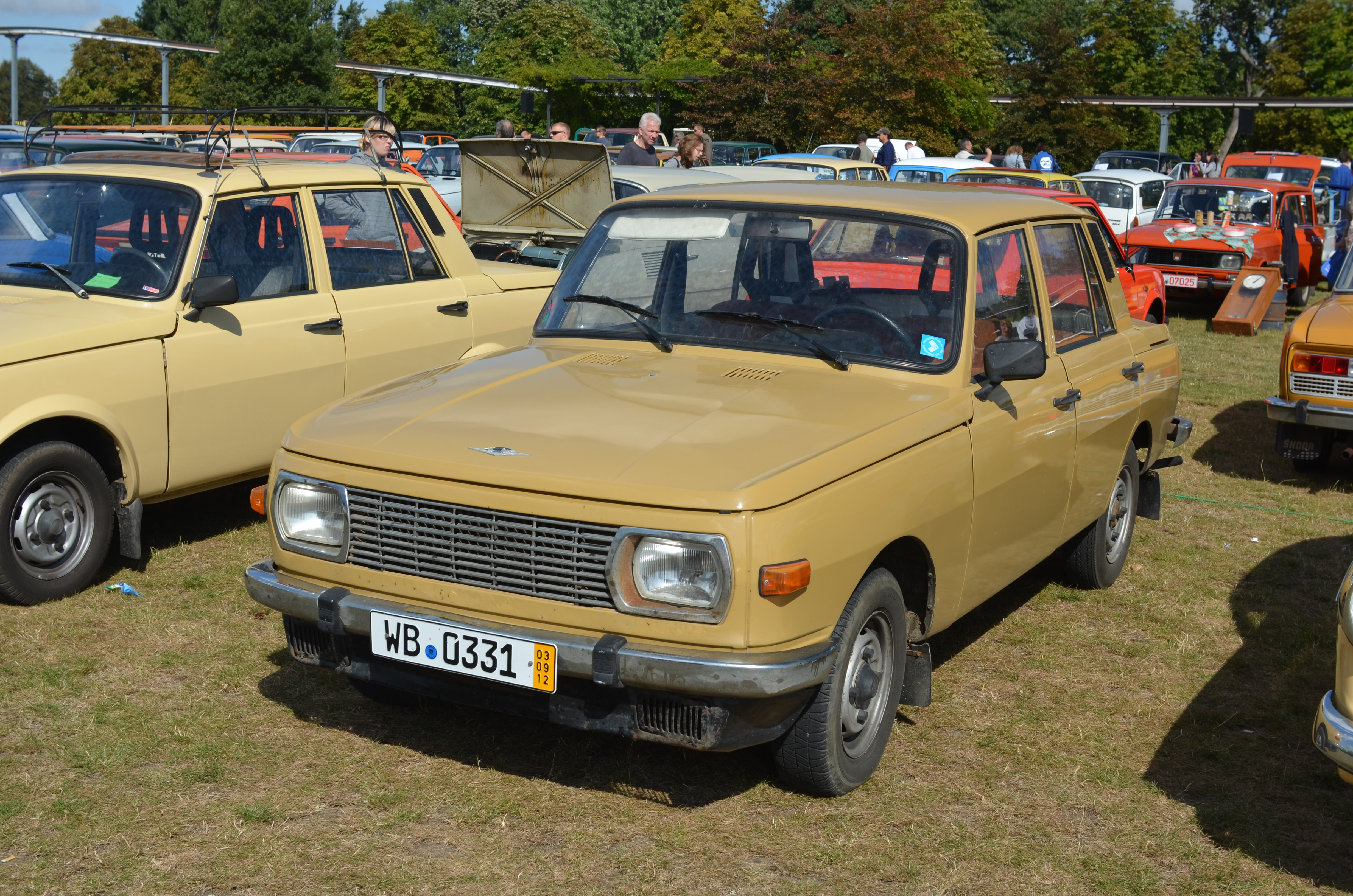
Wartburg 353 de 1988

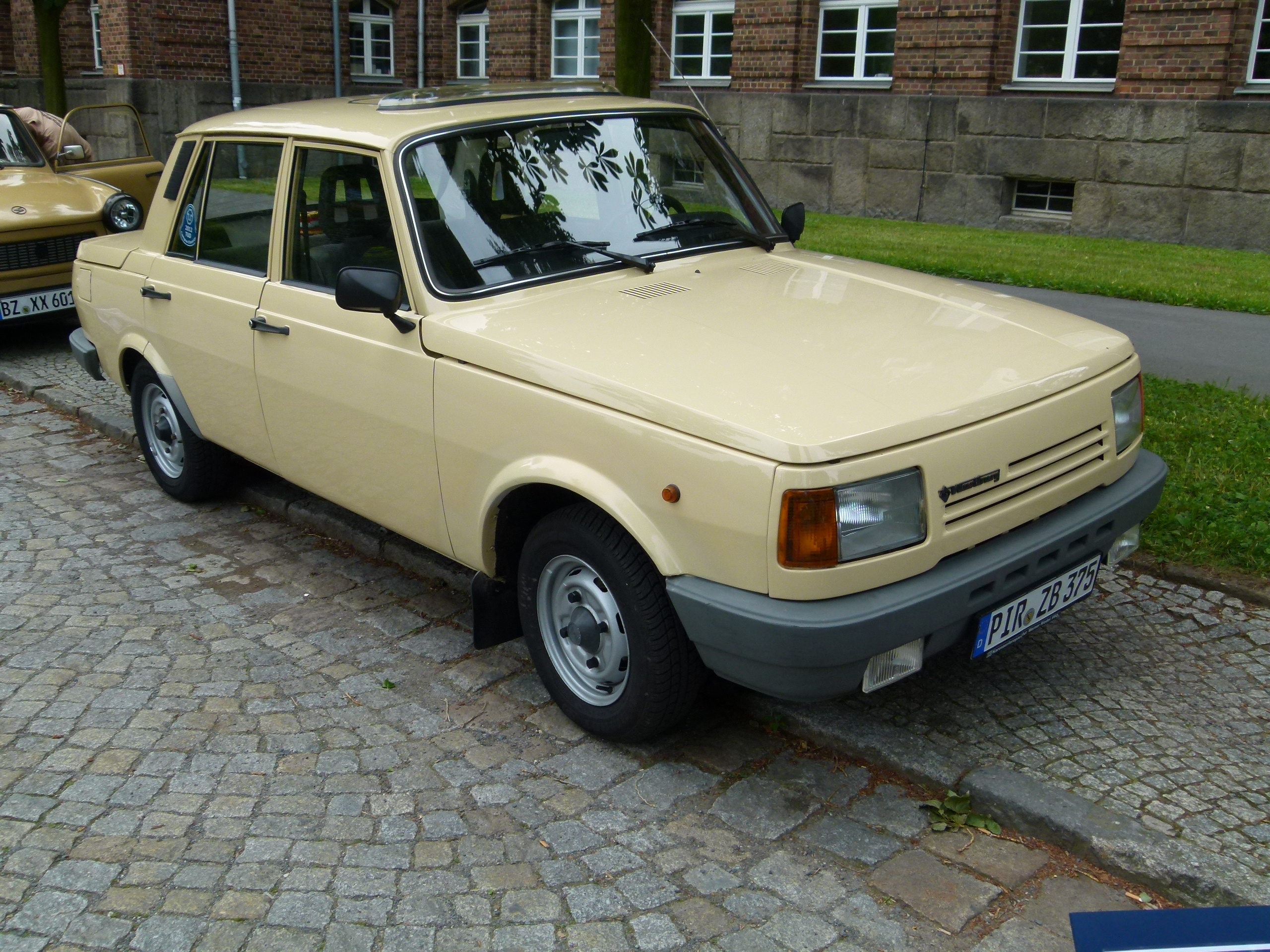
Wartburg 1.3. el último modelo de Wartburg, en producción entre 1988 y 1991

### Uso principal del nombre
El nombre fue recuperado en 1956 por VEB Automobilwerk Eisenach y dado a una versión actualizada de su automóvil IFA F9 que había estado en producción desde 1950. El nuevo coche tenía una versión más potente del motor de dos tiempos de tres cilindros que impulsaba las ruedas delanteras y una carrocería completamente nueva. Para entonces, Alemania estaba dividida en dos países (Oeste y Este) y la fábrica de Wartburg estaba en el República Democrática Alemana.
Las exportaciones a Alemania Occidental comenzaron en 1958 y a principios de la década de 1960 el automóvil se exportó a otros países, incluidos el Reino Unido y los Estados Unidos. Los primeros modelos con volante a la derecha se fabricaron en 1963 y se exportaron a Chipre; los compradores británicos conocieron el coche en 1964. Sin embargo, en el Reino Unido sólo se vendieron 550 ejemplares (450 berlinas y 100 familiares). Se trataba de modelos bicolor que se vendían al mismo precio que un Mini británico básico y estaban dirigidos principalmente a gente mayor.
El modelo 311 se fabricó en varias variantes, incluidas la camioneta, el familiar y el roadster biplaza. En 1957 se anunció un descapotable en la RDA, pero su producción nunca superó las 350 unidades.
En 1962, el motor se amplió a 992 cc y, a partir de 1966, se fabricó una carrocería completamente nueva. Esta versión, la 353, se vendió como Wartburg Knight en varios países, incluido el Reino Unido, donde el modelo familiar se vendió como Tourist. Se mantuvo en venta hasta 1976, cuando se habían vendido casi 20.000 unidades. Esto marcó el fin de los Wartburg con volante a la derecha, pero las versiones con volante a la izquierda continuaron importándose al Reino Unido y al menos un modelo se transformó para que tuviera volante a la derecha.
Además, en 1966, la caja de cambios ganó sincronización en todas las velocidades y fue diseñada para rueda libre como una medida de eficiencia de combustible y protección del motor, lo que significaba que a menos que la función de rueda libre fuera desactivada por una palanca debajo de la columna de dirección, el automóvil no se beneficiaba del frenado del motor. Como el motor era de dos tiempos, dependía del paso de la mezcla de gasolina ( aceite de dos tiempos y gasolina, en una proporción de 1:50) para lubricar el motor. Con el dispositivo de rueda libre desactivado, el motor podría quedarse sin lubricante y trabarse en descensos prolongados, a menos que se abriera el acelerador brevemente de vez en cuando. Sin embargo, se recomendó desconectar el dispositivo de rueda libre para proporcionar frenado del motor en condiciones de nieve o hielo.
Había cuatro variantes principales del Wartburg 353:
- Wartburg 353 de 1966
- Wartburg 353W de 1975 ("W" de Weiterentwicklung, desarrollo)
- Wartburg 353W de 1983 (renovado)
- Wartburg 353S del año 1985

También hubo tres estilos de carrocería del Wartburg 353: Limousine (sedán), Tourist (combi) y Trans (pickup). La modificación 353W tenía un nuevo tablero de instrumentos de forma redonda y una parrilla de color negro. También estaba equipado con frenos de disco en el eje delantero. La modificación 353S incorporó nuevos faros rectangulares integrados en la parrilla de nueva forma. En la versión De Luxe estaban disponibles encendido electrónico, caja de cambios de 5 velocidades, faros antiniebla delanteros y traseros, sistema de alarma y cierre centralizado de puertas. Normalmente este modelo puede alcanzar alrededor de 150-155 km/h. Además, el radiador se trasladó desde detrás del motor (353, 353W) a la posición clásica detrás de la parrilla.
El motor del coche era del 50 or 55 or 57 PS (37 o 40 o 42 kW) (dependiendo del año de producción y del tipo de carburador). El ahorro de combustible no fue impresionante. La oferta de Volkswagen de trasladar una línea de montaje de motores sobrantes a la RDA, que se pagaría con el proceso de fabricación, fue aceptada por el gobierno debido al ahorro de combustible. En 1988, el nuevo modelo Wartburg 1.3 sustituyó al antiguo modelo 353S, equipado con el fiable, aunque más voluminoso, motor de cuatro tiempos del Volkswagen Golf. Al ser más grande que la unidad compacta de 2 tiempos, fue necesaria una reconstrucción considerable del compartimiento del motor.
El motor VW entregaba 64 caballos de potencia. El nuevo Wartburg duró poco; su fin fue sellado por la reunificación alemana ; la producción era ineficiente y no podía competir con los fabricantes de Alemania Occidental. La producción finalizó el 10 de abril de 1991 y la fábrica fue adquirida por Opel. 
Aún quedan algunos coches en condiciones de circular y existen clubes de propietarios de Wartburg en toda Europa. Algunos Wartburg todavía se utilizan como coches de rally.

### Potencial resurgimiento
En 2009, se informó que Opel estaba considerando revivir la marca Wartburg para una gama de vehículos de bajo costo basados en el Opel Corsa, como una de varias opciones con respecto al futuro de la planta de Eisenach. Según se informa, el nuevo Wartburg tendría un precio de alrededor de 7.000 euros y atendería a un mercado similar al de la marca Dacia de Renault. El plan no se llevó a cabo y Opel fue posteriormente vendida al grupo francés PSA. 

## Derivados
El Melkus RS 1000 utilizaba un motor de dos tiempos de tres cilindros montado en el centro del Wartburg 353.

## Modelos
- 311, 1956–1965
- 313 (coche deportivo), 1957-1960
- 312, 1965–1967
- 353, 1965–1989
- 1.3, 1988–1991

## Galería

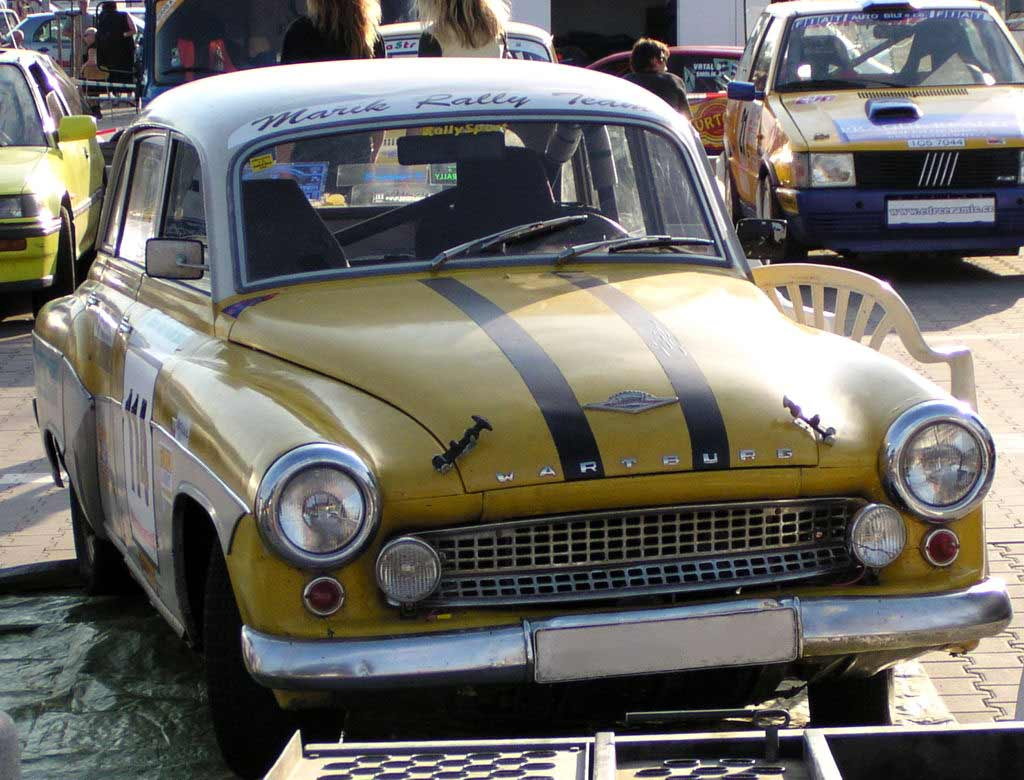
Wartburg 311: en producción entre 1956 y 1965
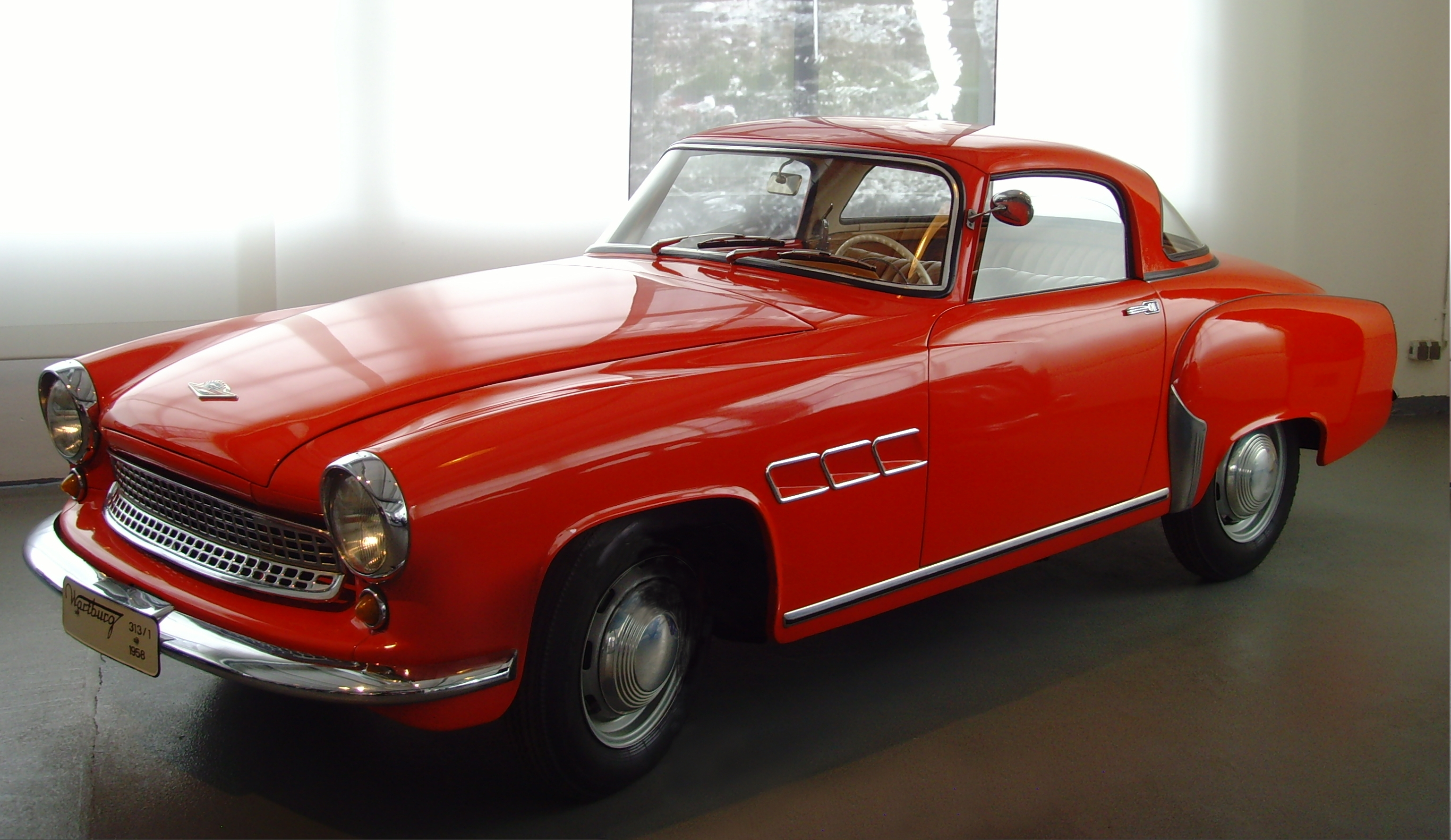
Wartburg 313 Sportcoupé con techo rígido como roadster: en producción entre 1957 y 1960
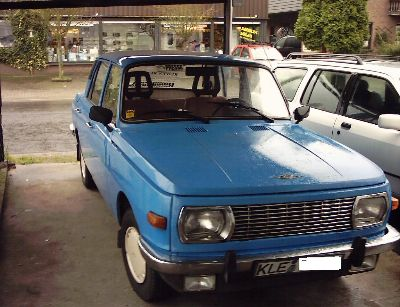
Wartburg 353: en producción entre 1966 y 1984
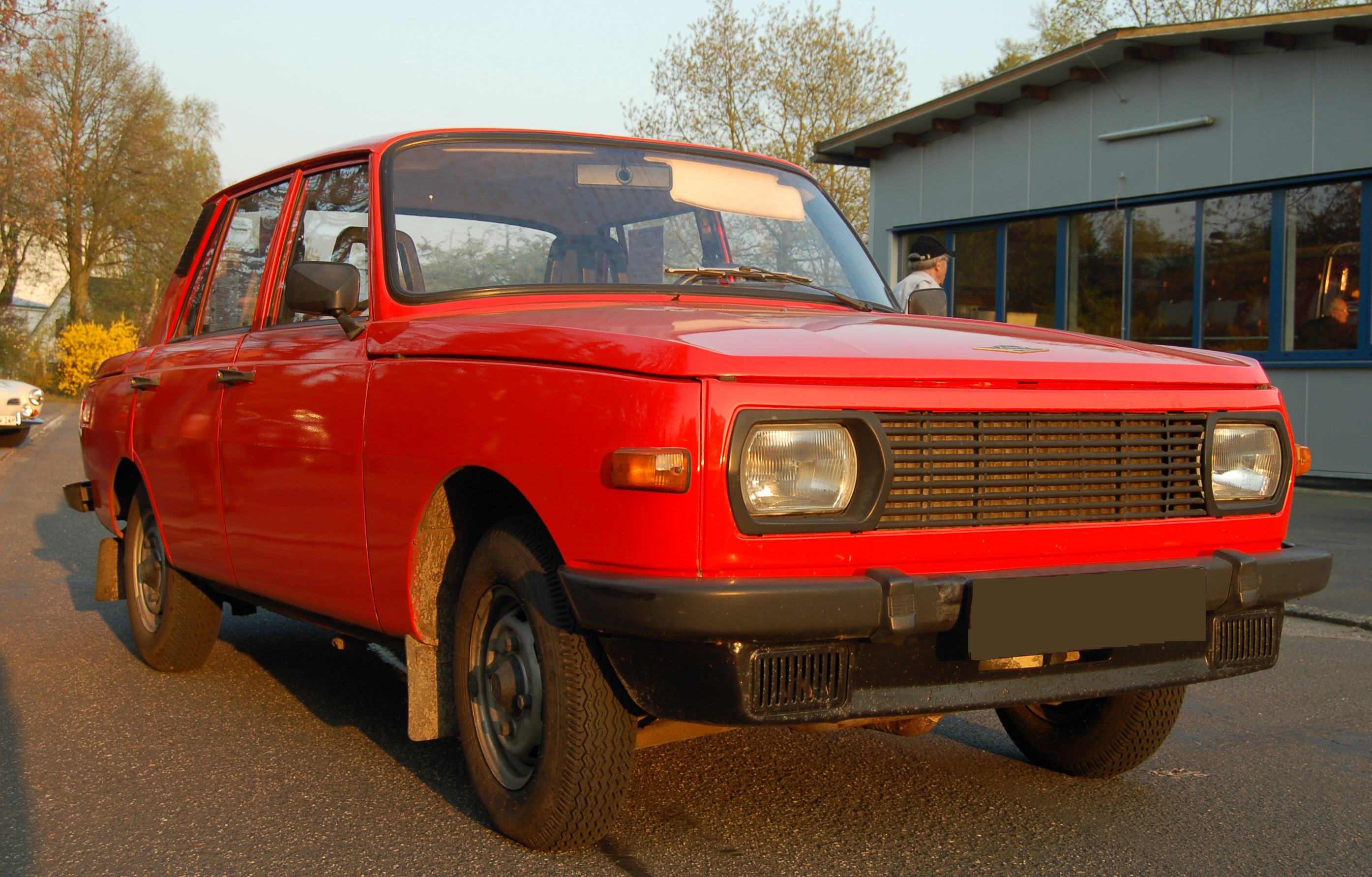
Wartburg 353W: en producción entre 1984 y 1985
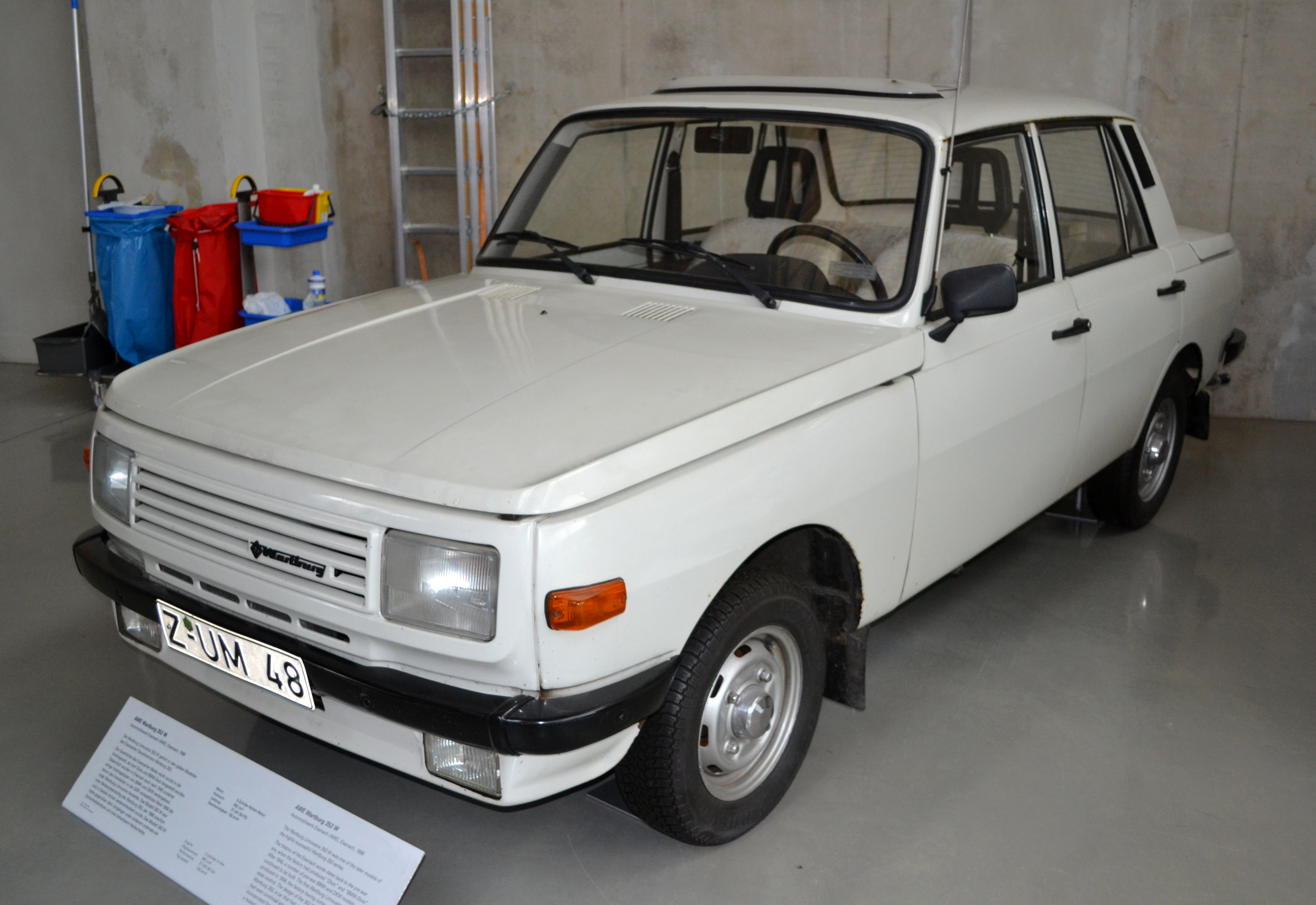
Wartburg 353W: Centro de transporte del Deutsches Museum - Sala I.
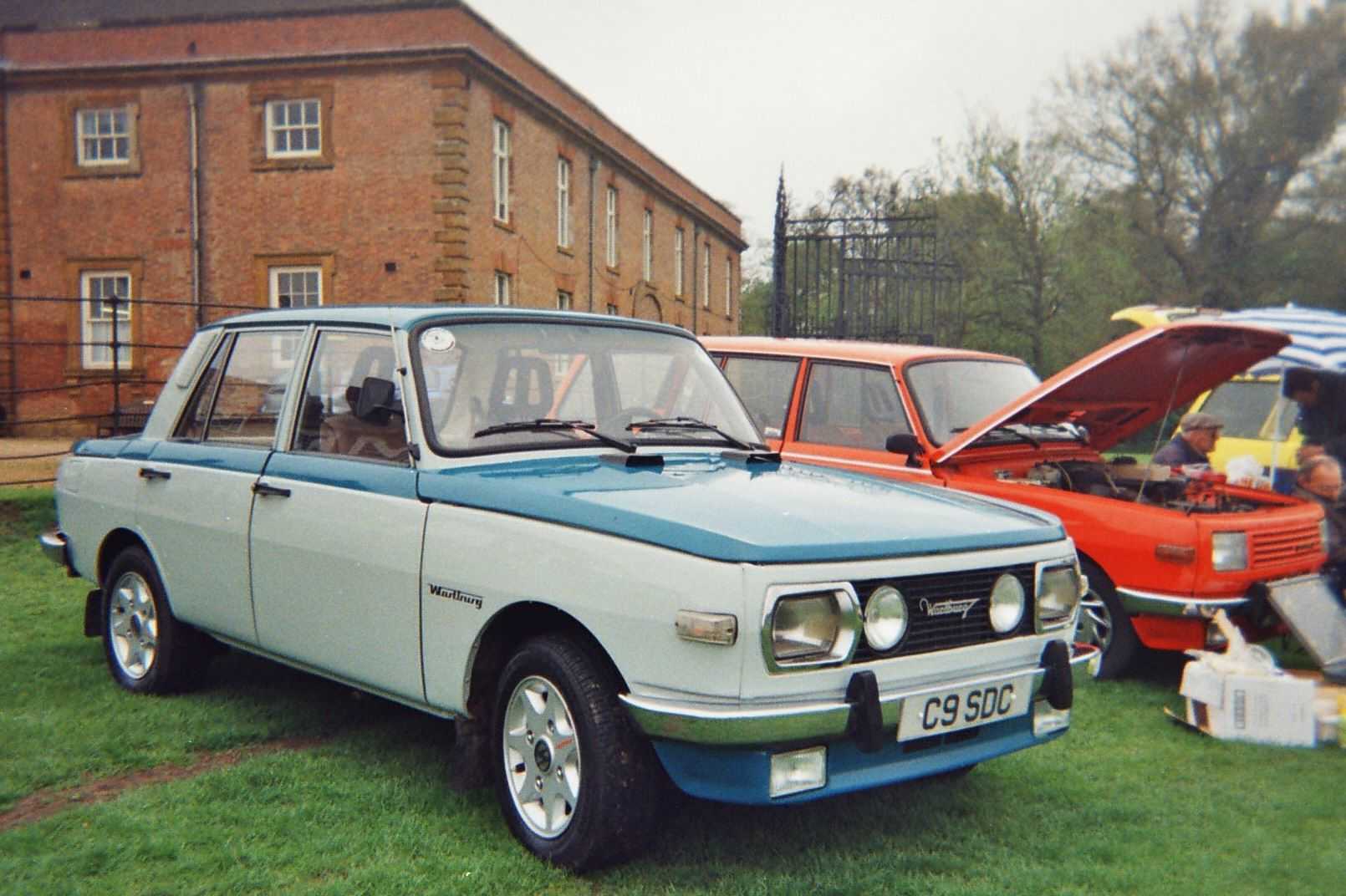
Wartburg 353 en el Rally de coches de Europa del Este de Stanford Hall en 2006
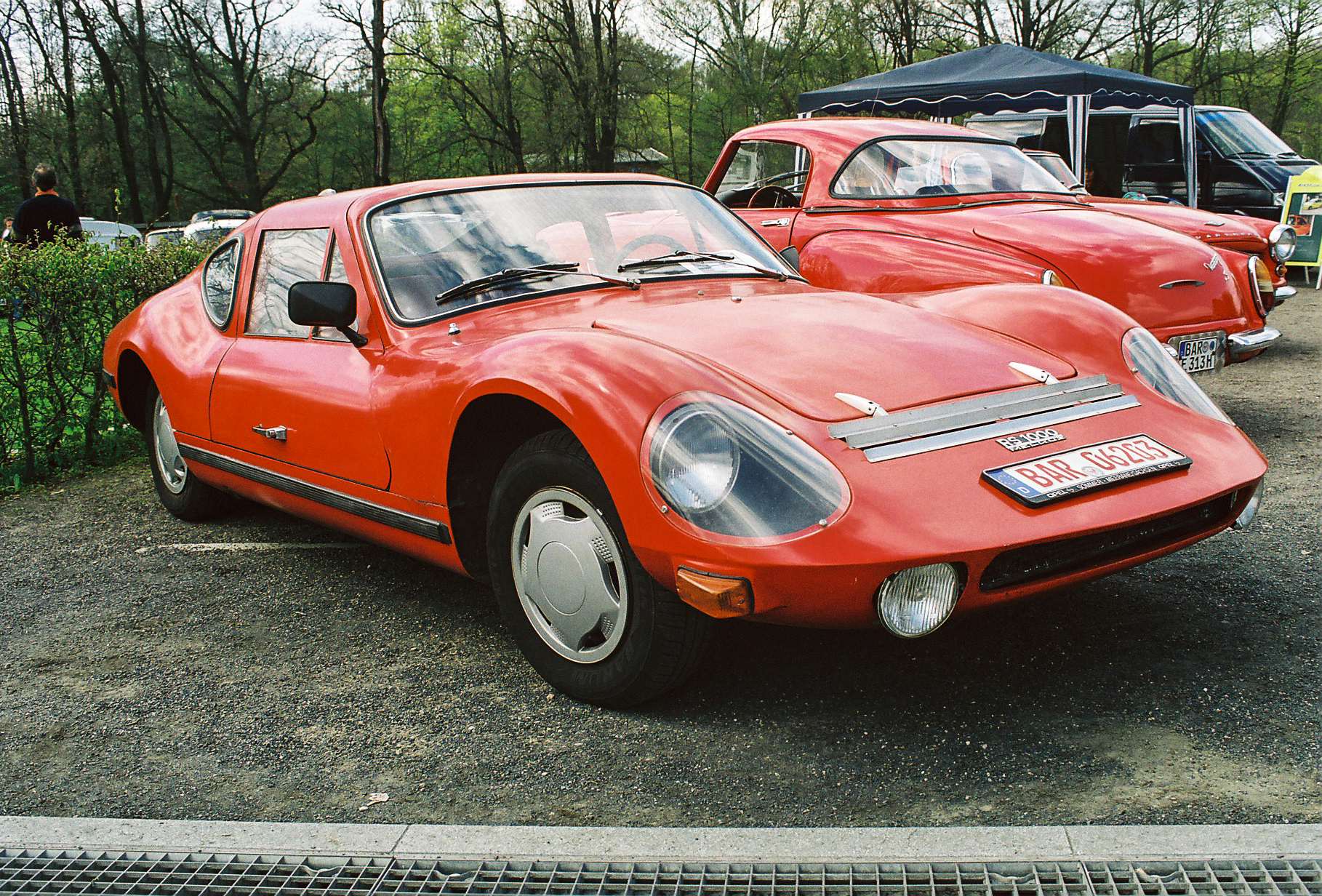
El coche de carreras Melkus RS 1000 basado en el Wartburg 353
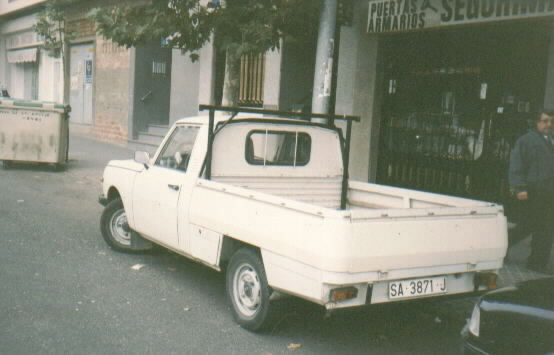
Camioneta Wartburg 353 de 1988
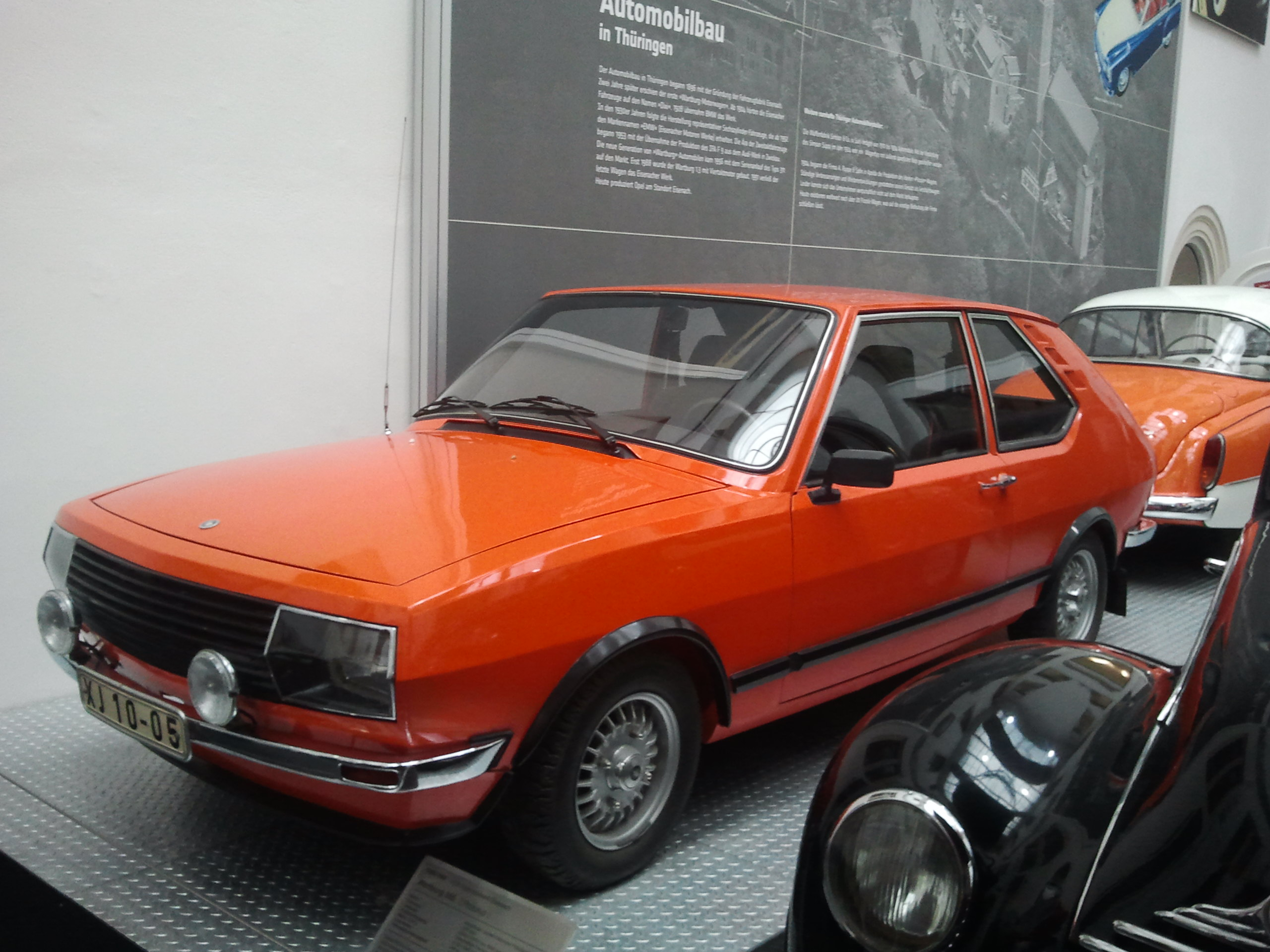
Prototipo del Wartburg 355
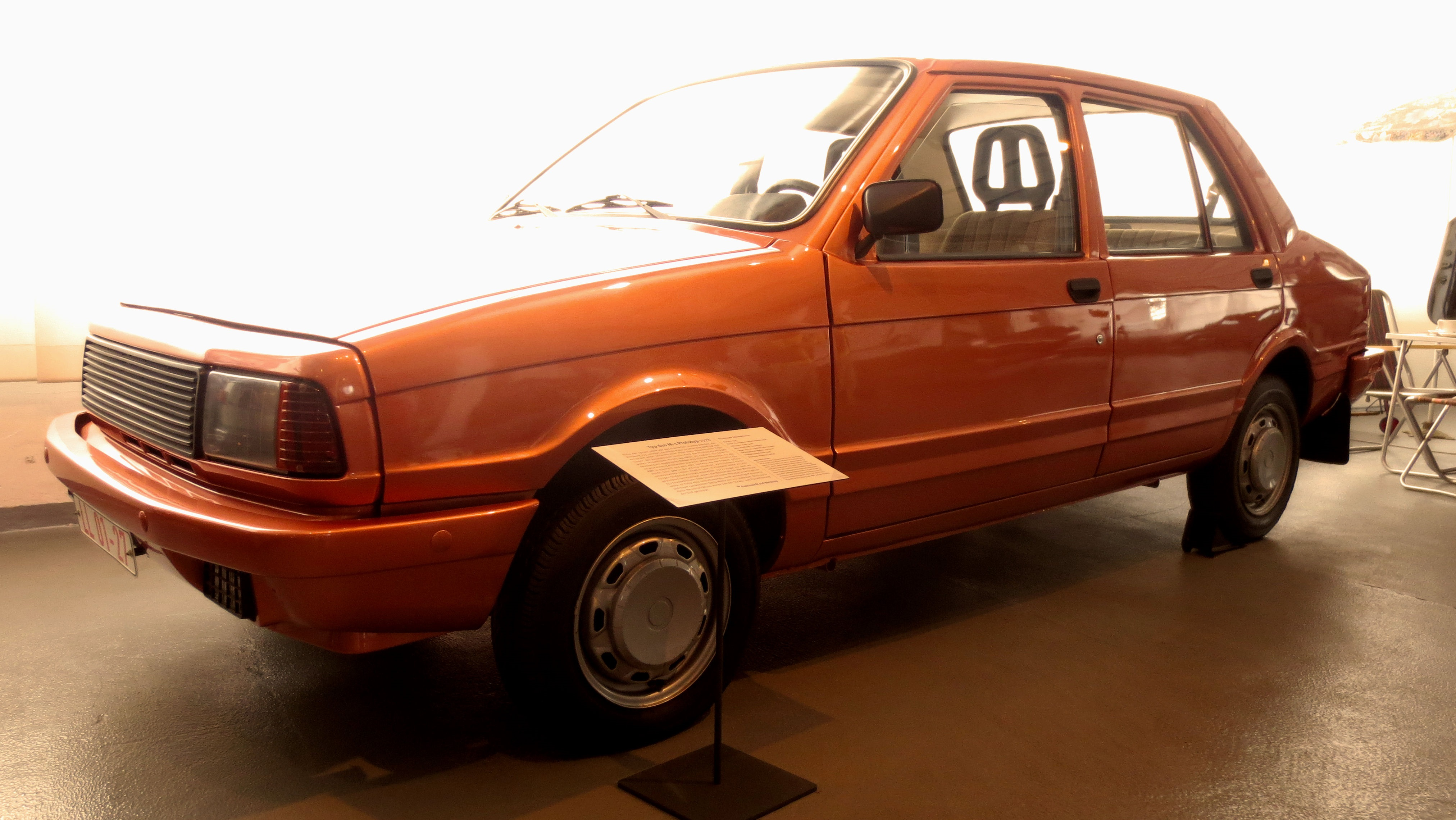
Wartburg 610M